# لوكا كالفاني
لوكا كالفاني (بالإيطالية: Luca Calvani)‏ هو عارض ومقدم تلفزيوني وممثل إيطالي، ولد في 7 أغسطس 1974 في إيطاليا.

## أعمال

### أفلام
- (2009) الدولي[1]
- (2010) عندما تكون في روما[2][3]
- (2012) إلى روما مع الحب[4]
- (2015) الرجل من يو.إن.سي.إل.إي.

## وصلات خارجية
- لوكا كالفاني على موقع IMDb (الإنجليزية)
- لوكا كالفاني على موقع ألو سيني (الفرنسية)
- لوكا كالفاني على موقع أول موفي (الإنجليزية)
- لوكا كالفاني على موقع قاعدة بيانات الأفلام السويدية (السويدية)
- لوكا كالفاني على موقع قاعدة بيانات الفيلم (الإنجليزية)
- لوكا كالفاني على موقع كينوبويسك (الروسية)